# Jean-Antoine Lafargue de Grangeneuve
Jean-Antoine Lafargue de Grangeneuve (* 4. Dezember 1751 in Bordeaux; † 21. Dezember 1793 ebenda) war ein französischer Jurist und Politiker der Französischen Revolution.

## Leben und Wirken
Der Sohn eines Parlamentsadvokaten war selbst ein bereits vor 1789 bekannter Rechtsanwalt. Nach Ausbruch der Revolution schloss sich der redegewandte Grangeneuve begeistert ihr an und gründete die Société populaire von Bordeaux. Am 3. September 1791 wurde er in die Gesetzgebende Nationalversammlung gewählt, mit 193 von 390 Stimmen. Er schloss sich Brissot an.
Der Abgeordnete aus dem Département Gironde vertrat zunächst durchaus radikale Standpunkte, etwa die Abschaffung der Titel Sire und Majestät. Er trat scharf gegen die Emigranten auf und (mit Brissot) für den Krieg gegen die konservativen europäischen Mächte. Er war auch der erste Deputierte, der in offizieller Sitzung die Phrygische Mütze trug. Nach dem Sturz des Königs zeigte sich Grangeneuve allerdings zunehmend moderater gesinnt. So verurteilte er als einer der Ersten die Septembermassaker. 
Grangeneuve wurde am 6. September 1792 als Parlamentsmitglied wieder gewählt, nunmehr in den Nationalkonvent und für den Wahlkreis Bouches-du-Rhône. Er gehörte nun eindeutig zur Fraktion der Girondisten, attackierte die Pariser Radikalen und Marat. Am 13. April 1793 warf er den Montagnards vor, eine neue Tyrannei errichten zu wollen. 
Dies führte zu seinem Untergang. Er zählte zu den Ende Mai, Anfang Juni 1793 zur Verhaftung ausgeschriebenen Girondisten, konnte zwar noch nach Bordeaux flüchten, wurde aber im Juli für gesetzlos erklärt, im Dezember 1793 aufgrund einer Denunziation verhaftet und am 21. Dezember 1793 gemeinsam mit seinem Bruder guillotiniert.
Sein Name steht heute vermerkt am Monument aux Girondins in Bordeaux. Seine Heimatstadt hat auch eine Straße nach ihm benannt.